# 틸란드시아 스키에데아나

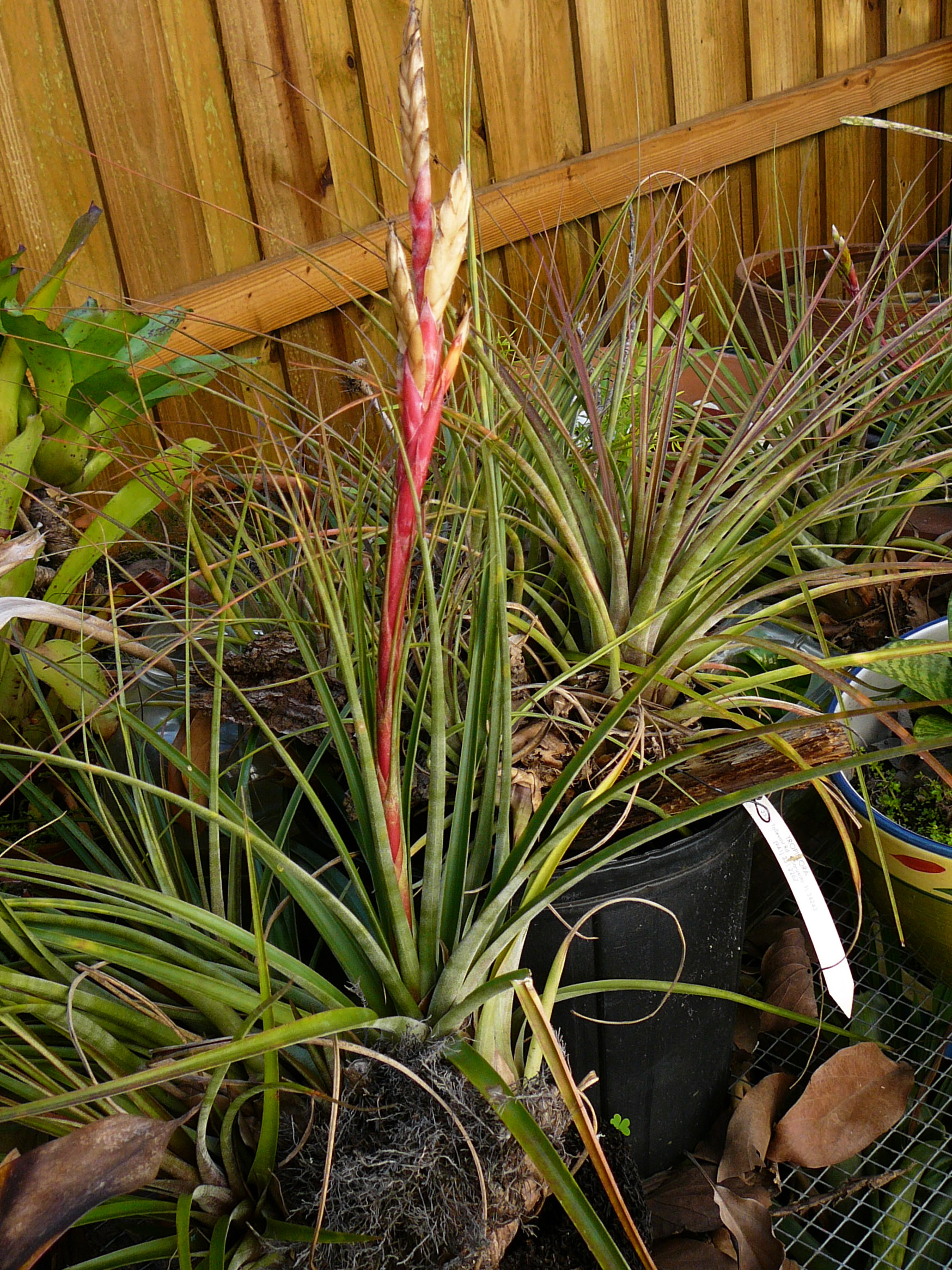
쉬더틸란드시아의 꽃

쉬더틸란드시아는 수집가 쉬더의 이름을 딴 틸란드시아속의 한 종이다. 이 식물은 착생식물로서 "멕시코, 중앙아메리카, 서인도제도, 베네수엘라, 콜롬비아의 열대우림이나 고도가 200-1600m에 이르는 반건조지역의 가파른 건조한 경사지의 선인장류, 부르세라 따위에 붙어 자라난다."

## 묘사
이 식물은 형태가 굉장히 다양하며, 길고 가는 뻣뻣한 이파리가 특징이다. 꽃차례는 약 40cm까지 솟아오르며 노랗거나 붉은 기가 도는 노란 꽃들이 피어난다. 다른 틸란드시아들처럼 가는 솜털 같은 트리콤이 나있으며, 강렬한 햇빛을 선호하고, 둔덕에서 자란다.

## 재배품종
- Tillandsia 'Bruce Aldridge'[7]
- Tillandsia 'Candela'[7]
- Tillandsia 'Jack Staub'[7]
- Tillandsia 'Laurie'[7]
- Tillandsia 'Little Star'[7]
- Tillandsia 'Peltry Jellyfish'[7][7]
- Tillandsia 'Pixie'[7]
- Tillandsia 'Starburst'[7]
- Tillandsia 'Tiki Torch'[7]
- Tillandsia 'Tooshi'[7]